# フランスの国立公園

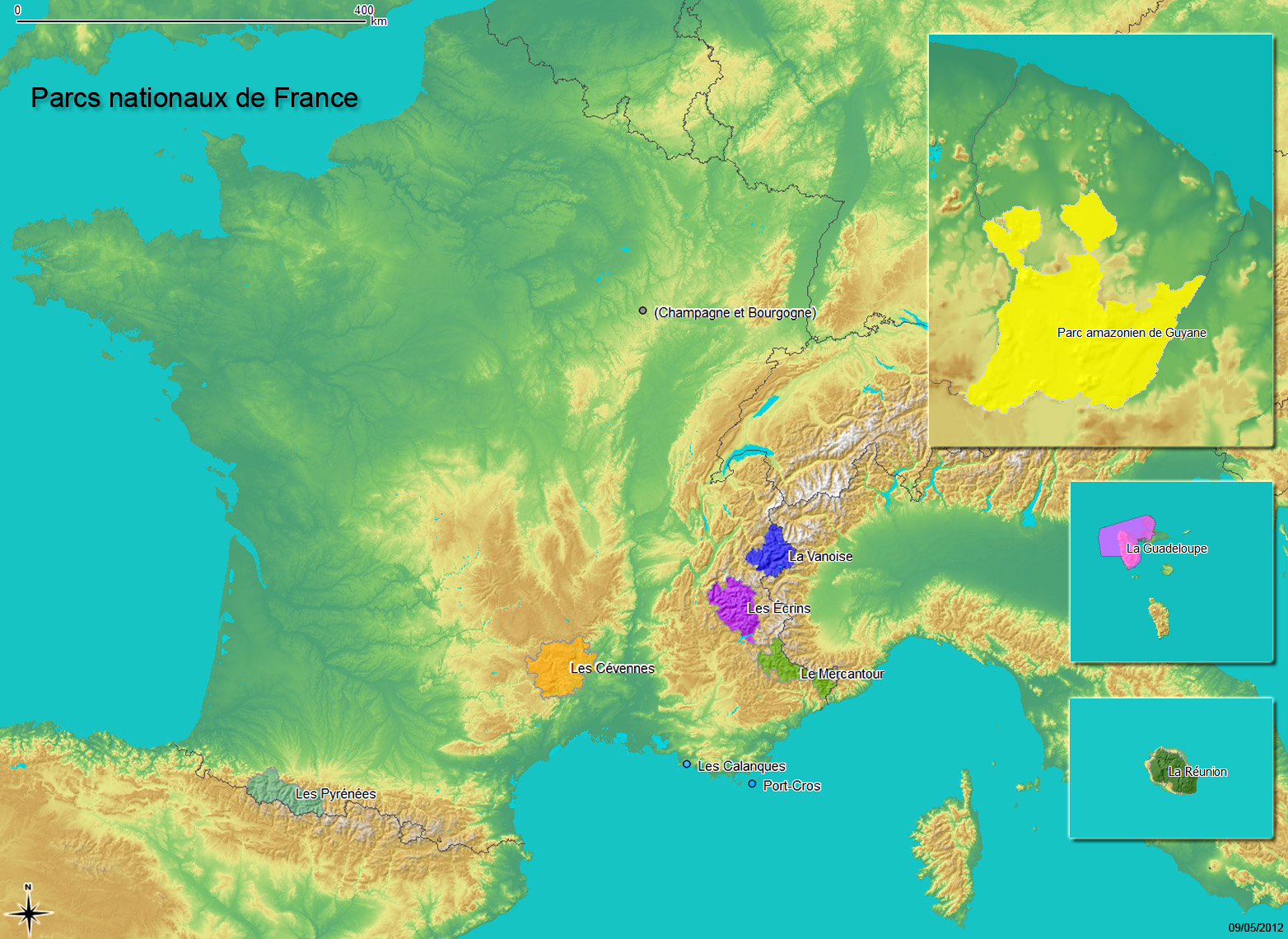
フランスの国立公園の位置（2019年まで）

フランスの国立公園（フランスのこくりつこうえん、フランス語: Parcs nationaux de France）は、フランス本土および海外領土にある国立公園で、その並外れた自然の豊かさのために分類される自然地域である。厳格な自然保護規制のある「主要ゾーン」と呼ばれる保護ゾーンと、自治体が公園の持続可能な開発に必要な「付属エリア」の2つのセクターに構造化されているという特徴がある。国立公園の法律は、各地域の自然公園（Parc naturel régional de France）の法律よりも厳格になっている。
2019年、フランスの国立公園は11か所ある。そのうち8か所はフランス本土にあり、そのうち4か所は高山にあり、セヴェンヌ国立公園は中程度の山にあり、ポールクロ国立公園とカランク国立公園は半分陸・半分海にあり、フォレ国立公園は平地にある。海外領土の国立公園は、ガイアナ、レユニオン島、グアドループの3か所にある。
これら国立公園の主要エリアは、国際自然保護連合の保護地域に関する世界委員会によって、一般に「カテゴリII」保護地域として分類され、付属エリアは、一般に「カテゴリV」に分類される。
フランスの国立公園は、2006年設立のフランス国立公園（Parcs nationaux de France）に管理されており、2017年からはフランス生物多様性局（Agence française pour la biodiversité）の配下になっている。

## 一覧
以下、フランス国立公園を列挙していて、全部で11か所ある。
| 名称 フランス語                                      | 画像 | 所在地 | サイト |
| ---------------------------------------------------- | ---- | --- | ------ |
| セヴェンヌ国立公園 Parc national des Cévennes        |      | ロゼール県、ガール県 又、アルデシュ県、アヴェロン県 北緯44度20分0秒 東経3度35分0秒 / 北緯44.33333度 東経3.58333度      |        |
| エクラン国立公園 Parc national des Ecrins            |      | イゼール県 オート＝アルプ県 北緯44度50分0秒 東経6度15分0秒 / 北緯44.83333度 東経6.25000度                              |        |
| グアドループ国立公園 Parc national de la Guadeloupe  |      | グアドループ（海外県） 北緯16度5分0秒 東経61度41分0秒 / 北緯16.08333度 東経61.68333度                                  |        |
| ギアナ・アマゾン公園 Parc amazonien de Guyane        |      | フランス領ギアナ（南米） 北緯2度50分18秒 西経53度46分2秒 / 北緯2.83833度 西経53.76722度                                |        |
| メルカントゥール国立公園 Parc national du Mercantour |      | アルプ＝マリティーム県 アルプ＝ド＝オート＝プロヴァンス県 北緯44度10分0秒 東経7度5分0秒 / 北緯44.16667度 東経7.08333度 |        |
| ポール・クロ国立公園 Parc national de Port-Cros      |      | ヴァール県 北緯43度0分15秒 東経6度23分43秒 / 北緯43.00417度 東経6.39528度                                              |        |
| ピレネー国立公園 Parc national des Pyrénées          |      | オート＝ピレネー県、ピレネー＝アトランティック県 北緯42度50分0秒 西経0度20分0秒 / 北緯42.83333度 西経0.33333度         |        |
| レユニオン国立公園 Parc national de la Réunion       |      | レユニオン（海外県） 南緯21度9分0秒 東経55度30分0秒 / 南緯21.15000度 東経55.50000度                                    |        |
| ヴァノワーズ国立公園 Parc national de la Vanoise     |      | サヴォワ県 北緯45度20分0秒 東経6度50分0秒 / 北緯45.33333度 東経6.83333度                                               |        |
| カランク国立公園 Parc national des Calanques         |      | ブーシュ＝デュ＝ローヌ県 北緯43度12分34秒 東経5度26分57秒 / 北緯43.20944度 東経5.44917度                               |        |
| フォレ国立公園 Parc national de forêts               |      | ブルゴーニュ＝フランシュ＝コンテ地域圏、グラン・テスト地域圏 北緯47度53分 東経4度50分 / 北緯47.89度 東経4.83度         |        |